# Pakistanska muslimska förbundet – J
Pakistanska muslimska förbundet – Junejo (پاکستان مسلم لیگ ج) var ett politiskt parti med rötter i Pakistanska muslimska förbundet, bildat efter förre premiärministern Muhammad Khan Junejos död 1993. 
Bland grundarna fanns Iqbal Ahmed Khan och Hamid Nasir Chattha. Den sistnämnde blev partiledare.
I parlamentsvalet, den 20 oktober 2002, erövrade Pakistanska muslimska förbundet – J 0,7 % av rösterna och två mandat (av 272).
I maj 2004 gick partiet samman med Millatpartiet, National People's Party,  Sindh Democratic Alliance, Pakistanska muslimska förbundet – F, Pakistanska muslimska förbundet – Q, Pakistanska muslimska förbundet – Z och Pakistanska muslimska förbundet – Jinnah och bildade Pakistanska muslimska förbundet – L.